# Carl Foreman

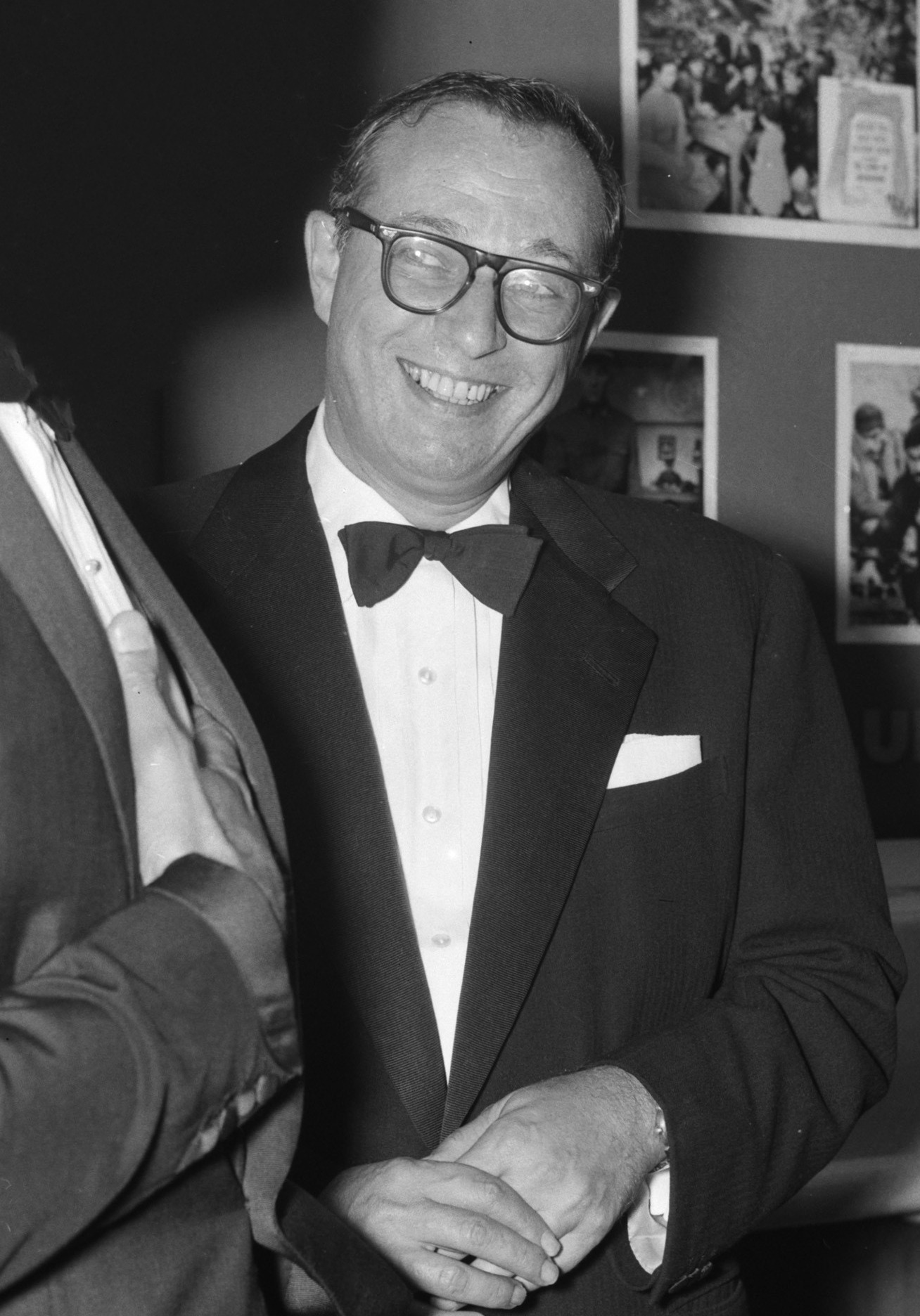
Carl Foreman, 1961

Carl Foreman (* 23. Juli 1914 in Chicago, Illinois; † 26. Juni 1984 in Beverly Hills, Kalifornien) war ein US-amerikanischer Drehbuchautor und Filmproduzent.

## Leben und Wirken
Er studierte an der University of Illinois. In den 1930er Jahren wurde er Mitglied der American Communist Party. Auf Grund dessen wurde er später in den 1950er Jahren Opfer von Diffamierungen, nachdem er vor das Komitee für unamerikanische Umtriebe gerufen worden war. Dies bedeutete seine Arbeitslosigkeit in Hollywood. Eine von John Wayne angeführte öffentliche Hetzkampagne zwang ihn schließlich 1953, nach England ins Exil zu gehen. Dort schrieb er unter Verwendung eines Pseudonyms Drehbücher. Mitte der 1970er Jahre kehrte er in die USA zurück.
1963 führte er das erste und einzige Mal selbst Regie. Der Film trug den Titel Die Sieger (The Victors).
1970 wurde er zum Commander of Order of the British Empire (CBE) ernannt.
Carl Foreman war zweimal verheiratet und Vater von drei Kindern, eine Tochter ist die Historikerin Amanda Foreman.
Ihm zu Ehren wurde der Carl Foreman Award for Special Achievement by a British Director, Writer or Producer in their First Feature Film für die Beste Nachwuchsleistung bei den British Academy Film Awards vergeben.

## Auszeichnungen (Auswahl)
Oscars
- 1950 – Nominierung für Zwischen Frauen und Seilen
- 1951 – Nominierung für Die Männer
- 1953 – Nominierung für Zwölf Uhr mittags
- 1958 – Auszeichnung mit dem Oscar für Die Brücke am Kwai
- 1962 – Nominierung für Die Kanonen von Navarone
- 1972 – Nominierung für Der junge Löwe

## Filmografie (Auswahl)
- 1948: Das ist also New York (So This is New York)
- 1949: Zwischen Frauen und Seilen (Champion)
- 1950: Der letzte Musketier (Cyrano de Bergerac)
- 1950: Der Mann ihrer Träume (Young Man with a Horn)
- 1950: Die Männer (The Men)
- 1952: Zwölf Uhr mittags (High Noon)
- 1957: Die Brücke am Kwai (The Bridge on the River Kwai)
- 1957: Giftiger Schnee (A Hatful of Rain)
- 1958: Der Schlüssel (The Key)
- 1961: Die Kanonen von Navarone (The Guns of Navarone)
- 1963: Die Sieger (The Victors)
- 1969: Mackenna’s Gold
- 1972: Der junge Löwe (Young Winston)
- 1980: Der Tag, an dem die Welt unterging (When Time Ran Out…)